# 徐綱 (嘉靖甲辰進士)
徐綱（1511年—1577年），字立之，號浴泉，湖廣武昌府興國州人，軍籍，明朝政治人物。

## 生平
嘉靖十年（1531年）辛卯科湖廣鄉試第二十二名舉人，二十三年（1544年）中式甲辰科會試第六十六名，三甲第一百三十九名進士。除西安府推官，二十八年十一月選授吏科給事中，三十年十一月升兵科右給事中，三十一年十二月升禮科左給事中，三十六年十月升吏科都給事中，三十八年二月升應天府府丞，四十年閏五月升南京鴻臚寺卿，四十一年三月升南京太僕寺卿，四十二年四月改任南京光祿寺卿，十二月改北京光祿寺卿，四十三年十二月升順天府府尹，四十五年三月升工部右侍郎。隆慶元年（1567年），奉命提督明永陵工程，升工部左侍郎，四年（1570年）正月被戶科給事中楊鎔劾奏，調南京工部尚書，四月稱病告歸。萬曆五年（1577年）卒，賜祭葬。

## 家族
曾祖徐均憲；祖父徐必華；父徐興漢。前母李氏；母黃氏。慈侍下。